# پال‌مونوشتورا
پال‌مونوشتورا (به مجاری:  Pálmonostora) یک منطقهٔ مسکونی در مجارستان است که در ناحیه کیش‌کون‌فِلِدْیْ‌هازا واقع شده‌است. پال‌مونوشتورا ۵۳٫۲۹ کیلومتر مربع مساحت و ۱٬۸۰۱ نفر جمعیت دارد.